# Anguis fragilis
El lución o enánago (Anguis fragilis) es un lagarto ápodo (sin patas) común en Europa y el este de Asia. También se lo conoce como culebrilla de cristal o escolancio.

## Descripción
Ocurre frecuentemente que se confunde al lución con una serpiente, a pesar de que, en realidad, el lución es un lagarto que normalmente carece de patas. En ocasiones no queda nada de sus miembros externos, aunque subsisten algunos vestigios en su esqueleto. Algunos luciones tienen miembros externos no funcionales. Los adultos miden de 30 a 40 cm, pero en el caso de las hembras pueden llegar a alcanzar hasta 50 cm. El lución tiene el cuerpo cubierto de gruesas escamas, suaves y de superficie brillante. Su colorido varía considerablemente e incluso se conocen formas locales azuladas. Es fácil diferenciar al lución de una serpiente, ya que sus ojos están provistos de párpados móviles, mientras que las serpientes tienen los ojos cubiertos por una escama transparente y fija. No trepa, pero puede desplazarse bastante deprisa reptando y también es capaz de nadar con facilidad. Cuando se lo agarra por la cola, la secciona él mismo; este fenómeno se llama autotomía.

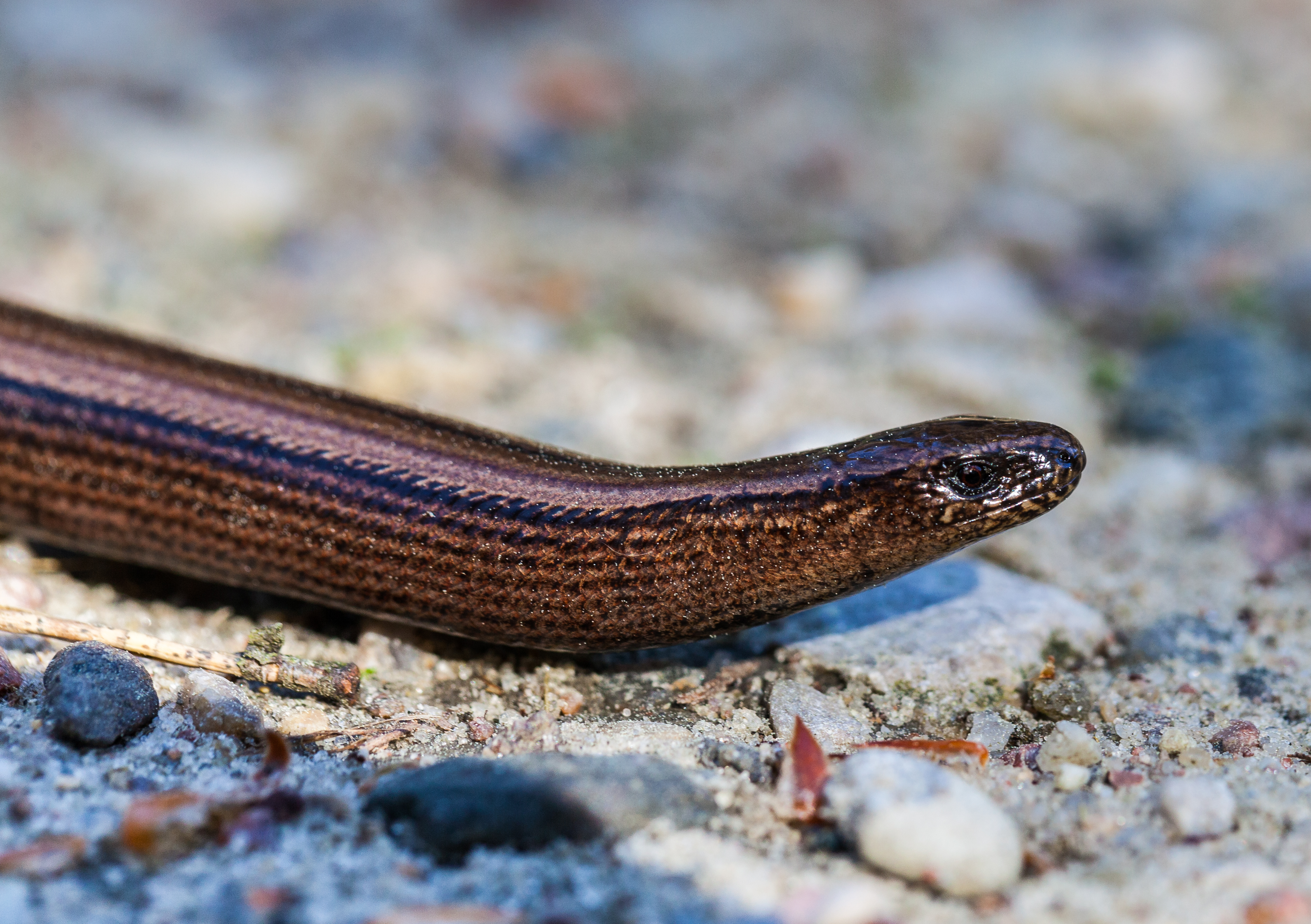
Cabeza de un lución.

## Hábitat
El lución vive en las praderas y en otros lugares húmedos de la región eurosiberiana ibérica, de 0 a 2400 m s. n. m., siempre que el suelo esté cubierto por un estrato herbáceo más o menos denso, principalmente en bosques de hoja caduca como robledales y hayedos, así como en los matorrales y herbazales de sustitución, bosques mixtos y campos de cultivo.
En la región mediterránea se encuentra restringida a bosques supramediterráneos y brezales oromediterráneos, entre los 600-900 y los 1200-1800 m s. n. m. Puede aparecer en poblaciones aisladas en valles húmedos, asociado a la vegetación de ribera.

## Distribución en la península ibérica
En la península ibérica se encuentra en la mitad norte, ocupando la mayor parte de la vertiente cantábrica, toda Galicia, parte de Castilla y León, norte de Aragón, Cataluña y norte de Portugal. Ausente de gran parte de la submeseta norte y del valle del Ebro.
A medida que desciende la latitud, las poblaciones quedan aisladas en sistemas montañosos, llegando a las principales sierras del sistema Central y siendo más abundante al oeste, donde la influencia atlántica es mayor. La población más meridional se encuentra al sur del río Tajo, en Azeitão (Portugal).
En la parte nororiental de la península su distribución está muy condicionada por la pluviosidad aunque no por la temperatura, desapareciendo de zonas con menos de 600 mm de media anual.
Es una especie a menudo difícil de observar por sus hábitos semisubterráneos, por lo que se suele subestimar su abundancia.

## Comportamiento y alimentación
No se encuentra en lugares secos. Es un reptil sedentario que puede quedarse toda su vida en el mismo territorio. Es un animal más bien nocturno y, sobre todo, crepuscular. Al contrario que los demás lagartos, que son amigos del sol, el lución prefiere las tinieblas y el frescor.
El lución tiene pocos enemigos, salvo los carnívoros y las aves de presa. Escapa de los depredadores mediante movimientos laterales rápidos y convulsivos del cuerpo y la cola.
Se nutre principalmente de lombrices y de limacos que atrapa entre sus mandíbulas, provistas de pequeños dientes cónicos. Sacude con violencia sus presas antes de tragarlas. Es un valioso auxiliar del agricultor y del jardinero.
Tiene una gran necesidad de agua y bebe con frecuencia. Es inofensivo para las personas y no tiene veneno.

## Reproducción
Como los demás reptiles, se aletarga desde octubre hasta finales de marzo aproximadamente. En primavera, los machos luchan furiosamente por la posesión de una hembra. Es ovovivíparo, su periodo de gestación es de tres a cinco meses y pone de seis a veinticuatro huevos que se abren casi al instante, teniendo una longitud al nacer de 10 cm. Su longevidad es de unos cuarenta años en su hábitat natural, y de unos cincuenta años en cautividad.

## Taxonomía
- Anguis fragilis Linnaeus, 1758
  - Anguis fragilis fragilis Linnaeus, 1758
  - Anguis fragilis colchicus (Nordmann, 1840)

La subespecie Anguis fragilis fragilis se encuentra en toda Europa, y la subespecie Anguis fragilis colchicus se encuentra en el sureste de Europa, el Cáucaso e Irán.